# Esmeralda Moya
Esmeralda Moya Cañas (Torrejón de Ardoz, Madrid, 31 de agosto de 1985) es una actriz y modelo española. Es conocida especialmente por sus personajes en las series de televisión Los protegidos, 90-60-90, diario secreto de una adolescente, Ciega a citas y Tierra de lobos.

## Biografía
Nació el 31 de agosto de 1985 en Torrejón de Ardoz, municipio de la Comunidad de Madrid. Sus padres se llaman Ángel e Isabel y tiene un hermano mayor llamado Ángel.
A los 16 años empezó a trabajar como modelo participando en varias campañas y revistas nacionales e internacionales. Durante un tiempo vivió junto a su madre en distintas ciudades como París, Londres, Milán, Nueva York y Tokio.
Hizo su debut en la pequeña pantalla con Circulo rojo en 2006. Después participó con papeles esporádicos en series como Desaparecida y El castigo en 2008.
En 2009 debutó en la gran pantalla con Mentiras y Gordas de Alfonso Albacete y David Menkes que se estrenó el 27 de marzo de ese año. Allí compartió reparto con actores como Mario Casas y Ana de Armas. Ese mismo año también participó con papeles regulares en las series U.C.O de Televisión Española y 90-60-90 de Antena 3.
En 2009, Esmeralda se unió al reparto de la serie Hay alguien ahí de Cuatro, donde interpretó a Amanda durante dos temporadas.
Adquirió gran popularidad en 2010 con su personaje de Claudia Ruano para la serie de Antena 3, Los protegidos donde compartió reparto con Ana Fernández y Luis Fernández. Moya abandonó la serie en la tercera y última temporada de la serie.
En 2011 protagonizó la miniserie La Baronesa de Telecinco, un biopic de la vida de la Baronesa Thyssen. Esmeralda interpretó a Carmen Cervera en sus años de juventud. También ese año se incorporó al rodaje de la serie de Telecinco Homicidios junto a Eduardo Noriega y Celia Freijeiro donde interpretó a Helena.
En 2012 formó parte del reparto de la película Clara no es nombre de mujer del director Pepe Carbajo.
En 2013 se incorporó a la tercera temporada de la serie de Telecinco Tierra de Lobos, en la que participó hasta el fin de ésta el año siguiente. En 2014 participa en la serie diaria de Cuatro Ciega a citas. También ese año protagoniza la serie de época de Televisión española Víctor Ros junto a Carles Francino.
En 2015 volvió a actuar en cine con la película Solo Química junto a Alejo Sauras y Ana Fernández. Ese mismo año participa en la obra de teatro de Sara Escudero Te elegiría otra vez.
En 2016 se anuncia la renovación para una segunda temporada de la serie Víctor Ros. En mayo de 2016 empieza el rodaje de la segunda temporada de la serie de Televisión española.
También en 2016 se une al reparto de la nueva serie de Telecinco La verdad, junto a Jon Kortajarena.
En noviembre de 2021 se anuncia su ficha por la serie Servir y proteger para La 1.

## Vida personal
En junio de 2012 se casó con el también actor Carlos García Cortázar, a quien conoció grabando la serie Homicidios. Tuvieron su único hijo en común, Bastian García Moya, en 2013 y se separaron a finales de ese año. Tras reconciliarse al año siguiente, pusieron fin de forma definitiva a su relación cuatro años después.
En 2018 comenzó a salir con Jaime Llopis Juan, militar de carrera. Llopis y Moya se casaron en julio de 2020 y tuvieron su primera hija en 2021.

## Filmografía

### Películas
| Películas | Películas                   | Películas   | Películas        |
| Año       | Título                      | Personaje   | Notas            |
| --------- | --------------------------- | ----------- | ---------------- |
| 2007      | Aedea                       | Meletea     | Cortometraje     |
| 2009      | Mentiras y gordas           | Nuria       | Papel secundario |
| 2012      | ¡Atraco!                    | Dependienta | Papel menor      |
| 2012      | Clara no es nombre de mujer | Ana         | Papel secundario |
| 2012      | Way out                     | Andrea      | Cortometraje     |
| 2015      | Solo química                | Susanna     | Papel secundario |
| 2016      | Por si me muero             | Marla       | Cortometraje     |
| 2018      | Sin novedad                 | Alba        | Papel principal  |

### Series de televisión
| Series de televisión | Series de televisión                        | Series de televisión    | Series de televisión   | Series de televisión |
| Año                  | Título                                      | Personaje               | Cadena                 | Notas                |
| -------------------- | ------------------------------------------- | ----------------------- | ---------------------- | -------------------- |
| 2007                 | Círculo rojo                                | Lucía Villalobos        | Antena 3               | 12 episodios         |
| 2007-2008            | Desaparecida                                | Blanca Sierra           | La 1                   | 3 episodios          |
| 2008                 | Sin tetas no hay paraíso                    |                         | Telecinco              | 1 episodio           |
| 2008                 | El castigo                                  | Eva                     | Antena 3               | 2 episodios          |
| 2009                 | 90-60-90, diario secreto de una adolescente | Melania 'Mel' Álvarez   | Antena 3               | 8 episodios          |
| 2009                 | UCO                                         | Blanca Sierra           | La 1                   | 10 episodios         |
| 2009-2010            | Hay alguien ahí                             | Amanda Ríos             | Cuatro                 | 17 episodios         |
| 2010-2011            | Los protegidos                              | Claudia Ruano           | Antena 3               | 22 episodios         |
| 2011                 | Homicidios                                  | Helena Cuevas           | Telecinco              | 11 episodios         |
| 2011                 | Tita Cervera, la baronesa                   | Tita Cervera            | Telecinco              | 2 episodios          |
| 2013-2014            | Tierra de lobos                             | Victoria Eugenia Montes | Telecinco              | 8 episodios          |
| 2014                 | Ciega a citas                               | Ana                     | Cuatro                 | 11 episodios         |
| 2015-2016            | Víctor Ros                                  | Clara Alvear            | La 1                   | 7 episodios          |
| 2017                 | Apaches                                     | Ana                     | Antena 3               | 3 episodios          |
| 2018                 | La verdad                                   | Laura Santos            | Telecinco              | 14 episodios         |
| 2019                 | 45 revoluciones                             | Celia Vera              | Antena 3               | 6 episodios          |
| 2022                 | Historias de protegidos                     | Claudia Ruano           | Atresplayer            | 1 episodio           |
| 2022                 | Servir y proteger                           | Luna Requena            | La 1                   | 127 episodios        |
| 2023                 | Los protegidos: El regreso                  | Claudia Ruano           | Atresplayer            | 2 episodios          |
| 2024                 | Eva & Nicole                                | Nicole Pinot joven      | Antena 3 / Atresplayer | 8 episodios          |

### Teatro
| Obras de teatro | Obras de teatro      | Obras de teatro | Obras de teatro |
| Año             | Título               | Personaje       | Notas           |
| --------------- | -------------------- | --------------- | --------------- |
| 2015            | Te elegiría otra vez | Petunia         | Papel principal |

### Programas de televisión
| Programas de televisión | Programas de televisión | Programas de televisión | Programas de televisión |
| Año                     | Título                  | Cadena                  | Notas                   |
| ----------------------- | ----------------------- | ----------------------- | ----------------------- |
| 2013-2015               | Pasapalabra             | Telecinco               | Invitada                |
| 2020-2021               | Pasapalabra             | Antena 3                | Invitada                |
| 2016-2017               | Hora punta              | La 1                    | Colaboradora            |
| 2017                    | Dani & Flo              | Cuatro                  | Invitada                |
| 2018                    | Viajeras con B          | La Sexta                | Invitada                |
| 2021                    | El cazador              | La 1                    | Concursante             |